# توماس ر. شيروود
توماس ر. شيروود (بالإنجليزية: Thomas R. Sherwood)‏ هو قاضي أمريكي، ولد في 28 مارس 1827، وتوفي في 28 مارس 1896.